# Rypečky
Rypečky (Kinorhyncha) jsou malý kmen čítající přes 150 druhů. Vědecký název je odvozen ze slov kinema (pohyb) a rhynchos (rypák).
Jsou to mikroskopičtí mořští živočichové s červovitě protaženým tělem. Tělo je kryto kutikulou a je členěno na 13 článků. Živí se částečkami organické hmoty a řasami. Ústní otvor je umístěn na konci vychlípitelného chobotu (introvertu). Vylučovací soustavu tvoří protonefridie. Jsou to gonochoristé s přímým vývojem.

## Systém
Jednotlivé druhy se v současnosti (k roku 2018) řadí do 25 rodů. Aktuální vyšší klasifikace (české názvy podle BioLib):
Kmen: Kinorhyncha Dujardin, 1851 - rypečky
- Třída: Allomalorhagida Sørensen, Dal Zotto, Rho, Herranz, Sánchez, Pardos & Yamasaki, 2015
  - Čeleď: Dracoderidae Higgins & Shirayama, 1990
    - Rod: Dracoderes Higgins & Shirayama, 1990

  - Čeleď: Franciscideridae Sørensen, Dal Zotto, Rho, Herranz, Sánchez, Pardos & Yamasaki, 2015
    - Rod: Franciscideres Dal Zotto et al., 2013
    - Rod: Gracilideres Yamasaki 2019[3]

  - Čeleď: Pycnophyidae Zelinka, 1896
    - Rod: Kinorhynchus Sheremetevskij, 1974
    - Rod: Pycnophyes Zelinka, 1907

  - Čeleď: Neocentrophyidae Higgins, 1983
    - Rod: Mixtophyes Sánchez et al., 2014
    - Rod: Neocentrophyes Higgins, 1969
    - Rod: Paracentrophyes Higgins, 1983
- Třída: Cyclorhagida Zelinka, 1896
  - Řád: Echinorhagata Sørensen, Dal Zotto, Rho, Herranz, Sánchez, Pardos & Yamasaki, 2015
    - Čeleď: Echinoderidae Bütschli, 1876
      - Rod: Cephalorhyncha Adrianov, 1999
      - Rod: Echinoderes Claparède, 1863
      - Rod: Fissuroderes Neuhaus & Blasche, 2006
      - Rod: Meristoderes Herranz et al., 2012
      - Rod: Polacanthoderes Sørensen, 2008

  - Řád: Kentrorhagata Sørensen, Dal Zotto, Rho, Herranz, Sánchez, Pardos & Yamasaki, 2015
    - Čeleď: Antygomonidae Adrianov & Malakhov, 1994
      - Rod: Antygomonas Nebelsick, 1990

    - Čeleď: Cateriidae Gerlach, 1956
      - Rod: Cateria Gerlach, 1956

    - Čeleď: Centroderidae Zelinka, 1896
      - Rod: Centroderes Zelinka, 1907
      - Rod: Condyloderes Higgins, 1969

    - Čeleď: Semnoderidae Remane, 1929
      - Rod: Parasemnoderes Adrianov & Maiorova, 2018[4]
      - Rod: Semnoderes Zelinka, 1907
      - Rod: Sphenoderes Higgins, 1969

    - Čeleď: Zelinkaderidae Higgins, 1990
      - Rod: Triodontoderes Sørensen & Rho, 2009
      - Rod: Zelinkaderes Higgins, 1990

    - incertae sedis
      - Rod: Tubulideres Sørensen et al., 2007
      - Rod: Wollunquaderes Sørensen & Thormar, 2010

  - Řád: Xenosomata Zelinka, 1907
    - Čeleď: Campyloderidae Remane, 1929
      - Rod: Campyloderes Zelinka, 1907

Současnou (rok 2015) představu o vzájemné příbuznosti taxonů ukazuje následující fylogenetický strom (vnitřní struktura třídy Cyclorhagida není plně potvrzena, neboť se liší morfologická a molekulární analýza; (P) označuje skupiny, u kterých není vyloučen parafyletismus):

|  | \| \| Neocentrophyidae \| \| \| \| \| \| Pycnophyidae \| \| \| \| |
|  |                                                                   |
|  | Franciscideridae                                                  |
|  |                                                                   |
|  | Neocentrophyidae                                                  |
|  |                                                                   |
|  | Pycnophyidae                                                      |
|  |                                                                   |

|  | Neocentrophyidae |
|  |                  |
|  | Pycnophyidae     |
|  |                  |

|  | \| \| Neocentrophyidae \| \| \| \| \| \| Pycnophyidae \| \| \| \| |
|  |                                                                   |
|  | Franciscideridae                                                  |
|  |                                                                   |
|  | Neocentrophyidae                                                  |
|  |                                                                   |
|  | Pycnophyidae                                                      |
|  |                                                                   |

|  | Neocentrophyidae |
|  |                  |
|  | Pycnophyidae     |
|  |                  |

|  | \| \| Cateriidae \| \| \| \| \| \| Zelinkaderidae \| \| \| \| |
|  |                                                               |
|  | Antygomonidae                                                 |
|  |                                                               |
|  | Centroderidae                                                 |
|  |                                                               |
|  | Semnoderidae                                                  |
|  |                                                               |
|  | Cateriidae                                                    |
|  |                                                               |
|  | Zelinkaderidae                                                |
|  |                                                               |

|  | Cateriidae     |
|  |                |
|  | Zelinkaderidae |
|  |                |

|  | \| \| Cateriidae \| \| \| \| \| \| Zelinkaderidae \| \| \| \| |
|  |                                                               |
|  | Antygomonidae                                                 |
|  |                                                               |
|  | Centroderidae                                                 |
|  |                                                               |
|  | Semnoderidae                                                  |
|  |                                                               |
|  | Cateriidae                                                    |
|  |                                                               |
|  | Zelinkaderidae                                                |
|  |                                                               |

|  | Cateriidae     |
|  |                |
|  | Zelinkaderidae |
|  |                |

|  | \| \| Cateriidae \| \| \| \| \| \| Zelinkaderidae \| \| \| \| |
|  |                                                               |
|  | Antygomonidae                                                 |
|  |                                                               |
|  | Centroderidae                                                 |
|  |                                                               |
|  | Semnoderidae                                                  |
|  |                                                               |
|  | Cateriidae                                                    |
|  |                                                               |
|  | Zelinkaderidae                                                |
|  |                                                               |

|  | Cateriidae     |
|  |                |
|  | Zelinkaderidae |
|  |                |

|  | \| \| Cateriidae \| \| \| \| \| \| Zelinkaderidae \| \| \| \| |
|  |                                                               |
|  | Antygomonidae                                                 |
|  |                                                               |
|  | Centroderidae                                                 |
|  |                                                               |
|  | Semnoderidae                                                  |
|  |                                                               |
|  | Cateriidae                                                    |
|  |                                                               |
|  | Zelinkaderidae                                                |
|  |                                                               |

|  | Cateriidae     |
|  |                |
|  | Zelinkaderidae |
|  |                |

|  | \| \| Neocentrophyidae \| \| \| \| \| \| Pycnophyidae \| \| \| \| |
|  |                                                                   |
|  | Franciscideridae                                                  |
|  |                                                                   |
|  | Neocentrophyidae                                                  |
|  |                                                                   |
|  | Pycnophyidae                                                      |
|  |                                                                   |

|  | Neocentrophyidae |
|  |                  |
|  | Pycnophyidae     |
|  |                  |

|  | \| \| Neocentrophyidae \| \| \| \| \| \| Pycnophyidae \| \| \| \| |
|  |                                                                   |
|  | Franciscideridae                                                  |
|  |                                                                   |
|  | Neocentrophyidae                                                  |
|  |                                                                   |
|  | Pycnophyidae                                                      |
|  |                                                                   |

|  | Neocentrophyidae |
|  |                  |
|  | Pycnophyidae     |
|  |                  |

|  | \| \| Cateriidae \| \| \| \| \| \| Zelinkaderidae \| \| \| \| |
|  |                                                               |
|  | Antygomonidae                                                 |
|  |                                                               |
|  | Centroderidae                                                 |
|  |                                                               |
|  | Semnoderidae                                                  |
|  |                                                               |
|  | Cateriidae                                                    |
|  |                                                               |
|  | Zelinkaderidae                                                |
|  |                                                               |

|  | Cateriidae     |
|  |                |
|  | Zelinkaderidae |
|  |                |

|  | \| \| Cateriidae \| \| \| \| \| \| Zelinkaderidae \| \| \| \| |
|  |                                                               |
|  | Antygomonidae                                                 |
|  |                                                               |
|  | Centroderidae                                                 |
|  |                                                               |
|  | Semnoderidae                                                  |
|  |                                                               |
|  | Cateriidae                                                    |
|  |                                                               |
|  | Zelinkaderidae                                                |
|  |                                                               |

|  | Cateriidae     |
|  |                |
|  | Zelinkaderidae |
|  |                |

|  | \| \| Cateriidae \| \| \| \| \| \| Zelinkaderidae \| \| \| \| |
|  |                                                               |
|  | Antygomonidae                                                 |
|  |                                                               |
|  | Centroderidae                                                 |
|  |                                                               |
|  | Semnoderidae                                                  |
|  |                                                               |
|  | Cateriidae                                                    |
|  |                                                               |
|  | Zelinkaderidae                                                |
|  |                                                               |

|  | Cateriidae     |
|  |                |
|  | Zelinkaderidae |
|  |                |

|  | \| \| Cateriidae \| \| \| \| \| \| Zelinkaderidae \| \| \| \| |
|  |                                                               |
|  | Antygomonidae                                                 |
|  |                                                               |
|  | Centroderidae                                                 |
|  |                                                               |
|  | Semnoderidae                                                  |
|  |                                                               |
|  | Cateriidae                                                    |
|  |                                                               |
|  | Zelinkaderidae                                                |
|  |                                                               |

|  | Cateriidae     |
|  |                |
|  | Zelinkaderidae |
|  |                |